# Малый газ
Малый газ — минимальный устойчивый режим работы авиационного двигателя. Термин "холостой ход" в этом случае не употребляется, так как авиационный двигатель, как правило, всегда связан с движителем: турбореактивный двигатель на малом газе всегда создаёт незначительную тягу, поршневой, турбовальный или турбовинтовой двигатель обычно жёстко связан с винтом (исключение — многие поршневые вертолёты, некоторые турбовинтовые двигатели) и также всегда при работе передаёт мощность винту для его вращения.
Для многих двигателей регламентируются два режима малого газа:
- земной малый газ (ЗМГ) — минимально возможный режим работы двигателя, не учитывающий влияние двигателя на аэродинамику летательного аппарата — на этом режиме возможен провал оборотов винта ниже равновесных или появление в полёте отрицательной тяги (из-за низких оборотов винта или вентилятора и перехода их лопастей/лопаток вследствие этого на отрицательные углы атаки);

- полётный малый газ (ПМГ) — минимальный режим, на котором двигатель обеспечивает работу самолёта или винта на расчётных режимах — не создаёт отрицательной тяги и обеспечивает равновесные (рабочие) обороты винта.

На самолёте в полёте возможно использование ЗМГ для ускорения снижения — в этом случае вентилятор или винт двигателя переходит на режим авторотации или ветряка и создаёт отрицательную тягу, так как кинетическая энергия потока идёт на поддержание оборотов двигателя.